# Bulbophyllum pelicanopsis
Bulbophyllum pelicanopsis là một loài phong lan thuộc chi Bulbophyllum.